# Congresso de Berlim (1878)
O Congresso de Berlim (13 de junho - 13 de julho de 1878) foi uma reunião de líderes das grandes potências europeias e o Império Otomano em Berlim, em 1878. Na sequência da Guerra russo-turca de 1877–1878, o objetivo da reunião foi reorganizar os países dos Balcãs. Otto von Bismarck, que conduziu o Congresso, se comprometeu a equilibrar os diferentes interesses da Grã-Bretanha, Rússia e Áustria-Hungria. Como consequência, no entanto, as diferenças entre a Rússia e a Áustria-Hungria foi intensificada, tal como as questões de nacionalidade dos Balcãs.
O congresso teve como objetivo a revisão do Tratado de San Stefano e manter Constantinopla como território otomano. É efetivado com a vitória da Rússia sobre o decadente Império Otomano na Guerra russo-turca de 1877-1878. O Congresso de Berlim redistribuiu de volta para o Império Otomano certos territórios búlgaros que o tratado anterior tinha dado ao Principado da Bulgária, mais notavelmente à Macedónia.
O congresso reconheceu formalmente a independência de facto dos Estados soberanos de Montenegro, Sérvia, Roménia.

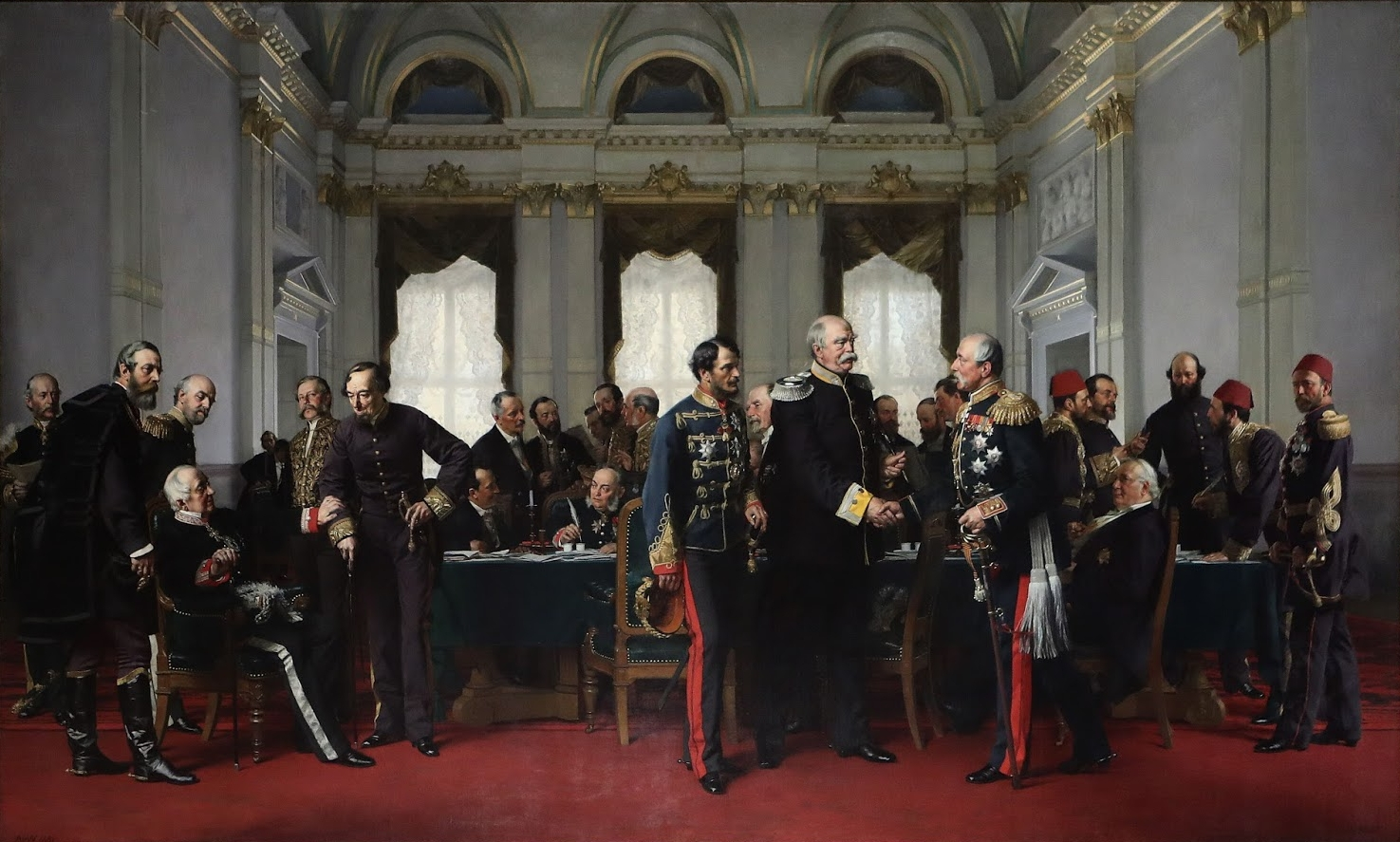
Anton von Werner. Congresso de Berlim.

## Procedimentos
O Congresso contou com a presença da Alemanha, Áustria-Hungria, França, Grã-Bretanha, Itália, Rússia e o Império Otomano. Delegados da Grécia, Roménia, Sérvia e Montenegro participaram das sessões em que os seus Estados foram envolvidos, mas não eram membros do Congresso.
O congresso foi solicitado pelos rivais do Império Russo, especialmente pela Áustria-Hungria e Grã-Bretanha, e foi organizado em 1878 por Otto von Bismarck. O Congresso de Berlim propôs e ratificou o Tratado de Berlim.
As reuniões foram realizadas na Chancelaria do Reich, no antigo Palácio Radziwill, de 13 de junho a 13 de julho de 1878. O congresso reviu ou eliminou 18 dos 29 artigos do Tratado de San Stefano. Além disso, usando como base os Tratados de Paris (1856) e Washington (1871), o tratado rearranjou a situação do oeste balcânico.

## Principais questões

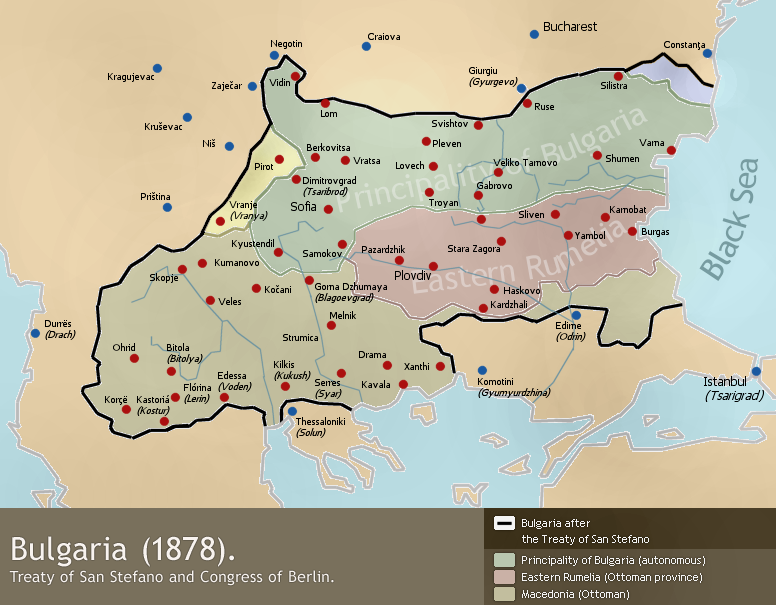
Mapa da Bulgária - em 1878 - fronteiras após a paz de San Stefano (3 de março de 1878) e do Congresso de Berlim (junho de 1878).

A principal missão das Potências Mundiais no congresso foi dar um golpe fatal para lidar com a crescente circulação dos movimento pan-eslavista. O movimento causava sérias preocupações em Berlim e particularmente em Viena, que temia que a repressão às nacionalidades eslavas trouxessem uma revolta contra os Habsburgos. França e Grã-Bretanha estavam nervosos devido a diminuição da influência do Império Otomano no sul e acerca da expansão cultural russa para o sul, onde ambas estavam posicionadas para colonizar o Egito e a Palestina.
Através do Tratado de San Stefano, os russos, liderados pelo chanceler Alexander Gorchakov, tinham conseguido criar o principado búlgaro autónomo do Império Otomano sob regra nominal, assim os temores britânicos estavam bem enraizados pela crescente influência russa no Oriente. Este Estado teve acesso ao Mar Egeu e constituiu-se em uma grande porção da Macedónia que poderia a qualquer momento ameaçar o estreito que separa o Mar Negro do Mediterrâneo.
Esta disposição não era aceitável para a Grã-Bretanha, que considerava todo o Mediterrâneo como sendo, com efeito, uma esfera de influência britânica, e via qualquer tentativa russa de acessar ali como uma grave ameaça ao seu poder. Apenas uma semana antes do Congresso, o primeiro-ministro Benjamin Disraeli tinha celebrado uma aliança secreta com os otomanos contra a Rússia, a Grã-Bretanha foi autorizada a ocupar estrategicamente a ilha de Chipre. Este acordo predeterminou a posição de Disraeli durante o Congresso e levou-o a emitir ameaças para desencadear uma guerra contra a Rússia, se ela não cumprisse as exigências turcas.
Cedendo à pressão da Rússia, Roménia, Sérvia e Montenegro foram declarados principados independentes. A total independência da Bulgária, no entanto, foi negada. Foi prometido autonomia, e as garantias foram feitas contra interferências turcas, mas estas foram largamente ignoradas. A Dobruja foi dada para a Roménia; Montenegro obteve Niksic, Podgorica, Bar, e Plav-Gusinje. O governo turco, ou Sublime Porta, concordou em obedecer às especificações contidas na Lei Orgânica de 1868, e para garantir os direitos civis dos indivíduos não-muçulmanos. A Bósnia e Herzegovina foi colocada sob a administração da Áustria-Hungria.
A Rússia concordou que a Bulgária deveria ser dividida em três partes. A parte sudoeste permaneceu sob dominio turco. A Rumélia Oriental se tornou uma província autônoma e o restante tornou-se o novo Estado da Bulgária. A Rússia recebeu o sul da Bessarábia e a Áustria recebeu o direito de "ocupar e administrar" a Bósnia e Herzegovina, uma controversa cláusula que eventualmente precipitou a Crise bósnia de 1908.

## Bismarck como anfitrião

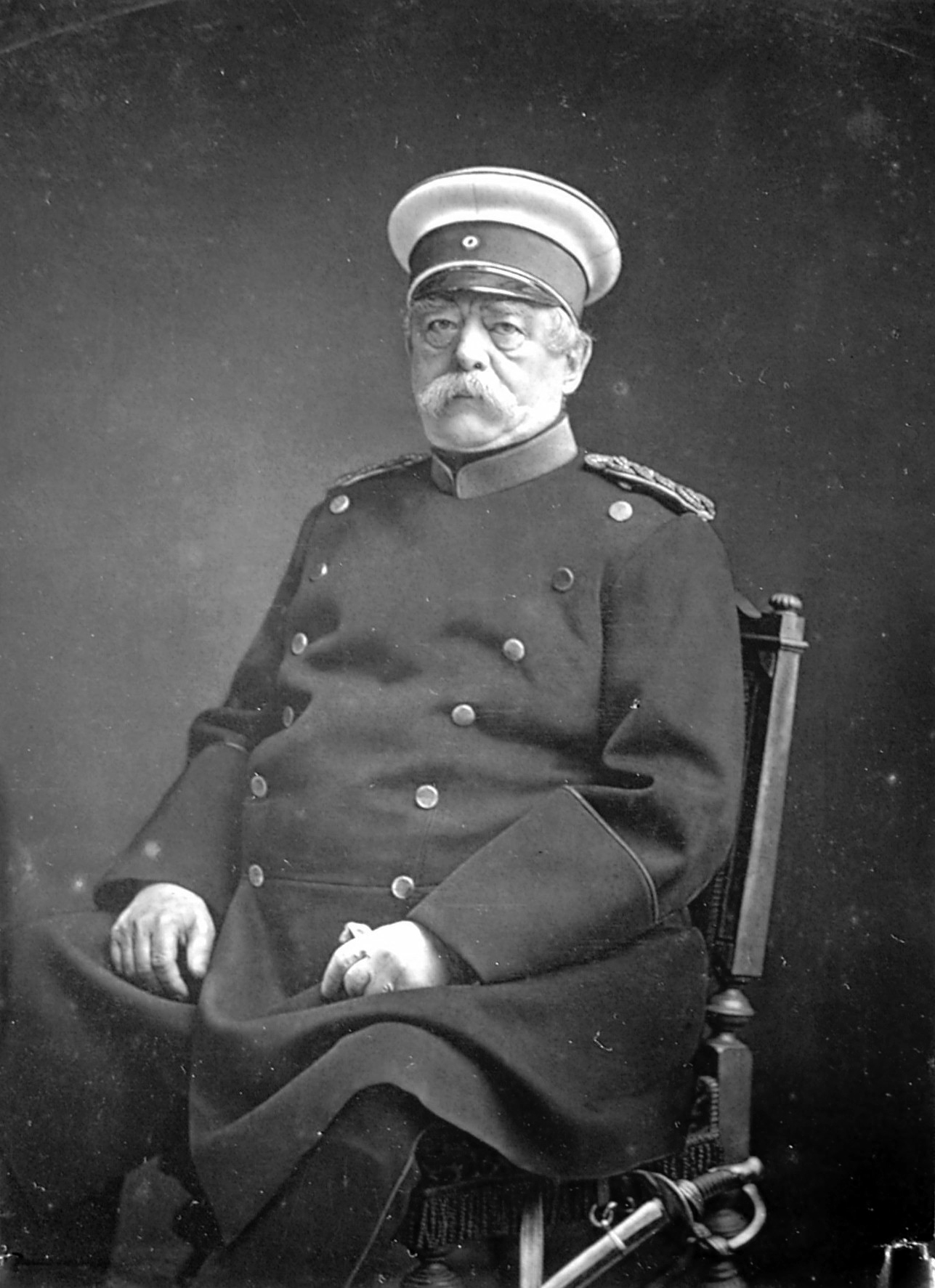
Otto von Bismarck, chanceler do Império Alemão, convocou o Congresso de Berlim, alegando a imparcialidade da Alemanha na resolução da crise nos Bálcãs.

O Congresso de Berlim é frequentemente visto como o ponto culminante da "Batalha de Chanceleres" envolvendo Alexander Gorchakov da Rússia e Otto von Bismarck da Alemanha. Eles foram capazes de persuadir eficazmente os outros líderes europeus que uma Bulgária livre e independente iria melhorar consideravelmente a segurança dos riscos provocados por uma desintegração do Império Otomano. Segundo o historiador alemão Erich Eyck, Bismarck apoiou a persuasão da Rússia que "um domínio turco da comunidade cristã (Bulgária) foi, sem dúvida, um anacronismo que deu origem à insurreição e o derramamento de sangue e, portanto, deve ser encerrado."  Ele usou a Grande Crise do Oriente de 1875 como prova da crescente animosidade na região.
A meta final de Bismarck durante o Congresso de Berlim foi para não perturbar o estatuto da Alemanha sobre a plataforma internacional. Ele não quis perturbar a Liga dos Três Imperadores, tendo que escolher entre a Rússia e a Áustria como um aliado. A fim de manter a paz na Europa, Bismarck tentou convencer outros diplomatas europeus sobre a divisão dos Balcãs, de modo a favorecer uma maior estabilidade. Durante o processo de divisão, a Rússia começou a sentir-se prejudicada, embora eventualmente ganhasse a independência para a Bulgária. Pode-se, portanto, ver os problemas subjacentes da aliança na Europa antes da Primeira Guerra Mundial.
Uma das razões pelas quais Bismarck foi capaz de mediar as várias tensões presentes no Congresso de Berlim proveio diplomática de sua persona. Ele era um fervoroso pacifista quando assuntos internacionais não diziam respeito diretamente à Alemanha. Por outro lado, Bismarck agia com agressão, sempre que o interesse nacional da Alemanha, estava em questão. E, no Congresso de Berlim, "A Alemanha não podia tirar qualquer vantagem a partir da crise" que ocorreu nos Balcãs em 1875. Como resultado, Bismarck alegou imparcialidade em nome da Alemanha no Congresso. Isto permitiu-lhe pedir para presidir as negociações com um olho vivo para os jogos sujos. Além disso, o próprio Bismarck assegurou que "os Bálcãs não valem os ossos de
um granadeiro alemão." 
De acordo com Henry Kissinger, o Congresso viu uma mudança da Realpolitik de Bismarck. Até então, a Alemanha tinha-se tornado demasiado poderosa para o isolamento, a sua política foi de manter a Liga dos Três Imperadores. Agora que ele já não podia confiar na Rússia da aliança, começou então a formar relações com muitos possíveis inimigos potenciais.

## As consequências

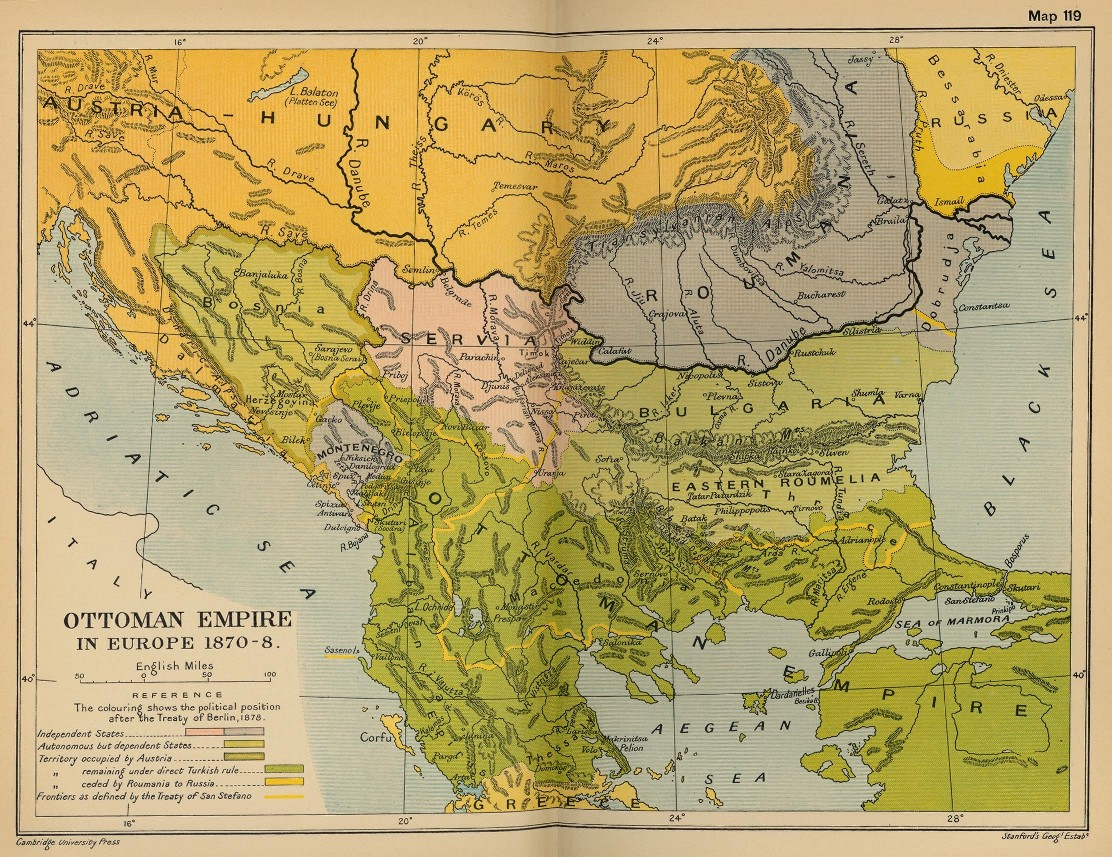
As mudanças do Tratado de San Stefano na Península dos Balcãs: a redução e a divisão da Bulgária e da administração austríaca da Bósnia (oeste da Sérvia). Confirmação: da passagem para a Rússia da Bessarábia (em amarelo) e da independência do Montenegro, a Sérvia e a Roménia (em cinza e rosa).

A mudança mais significativa foi a revisão do tratado que acrescentou uma cláusula, que prevê, sob certas condições, a libertação e a independência de alguns Estados dos Balcãs contra Constantinopla. Uma das condições determinava que a Turquia deveria dar direitos civis e religiosos aos judeus e cristãos em seu império, que incluía a Palestina.
A principal consequência, desejada pela diplomacia britânica, foi conter a Rússia. A Grã-Bretanha, a primeira potência marítima, barrou o acesso da Rússia ao Bósforo (política Grande Jogo), como resultado de suas conquistas, que foram limitados e a maior parte da Arménia encontra-se entregue aos turcos.

### Na Alemanha
O Congresso, encenado com grande pompa, foi um triunfo para Bismarck e a Alemanha, que encontrou um lugar de grande potência. O chanceler tinha, de modo que parecia, impediu que a crise que pudesse levar a uma guerra mundial. Mas os dias do Congresso também foram de grande crise no Reichstag que eclodiram na sequência de dois atentados contra o Imperador Guilherme I, atingiu o seu auge com a ameaça de golpe de Estado e de dissolução do parlamento por Bismarck. Juntamente com o seu lugar entre as potências européias, a Alemanha conservadora também encontrava-se em posição privilegiada.

### Na Rússia
Os russos viram a suas esperanças desapontadas, uma vez que acreditavam que a Alemanha defenderia suas posições em um confronto com a Grã-Bretanha e Áustria-Hungria, que se opunham firmemente às conquistas russas nos Balcãs. Bismarck tinha a certeza que São Petersburgo sairia do Congresso com lucros, mas de acordo com os russos não foi suficiente e, o czar acusou as potências europeias de fazerem um complô contra a Rússia sob a coordenação de Bismarck. As consequências foram um arrefecimento das relações, desconfiança, manobras de tropas e uma violenta campanha de pressão contra a Alemanha.

### Na Grã-Bretanha
Lorde Salisbury foi um dos principais arquitetos do Congresso, mesmo que a sensação de um triunfo de Disraeli foi amplamente justificada. Mais uma vez, foi preservada a consistência do Império Otomano, agora quase exclusivamente uma potência da Ásia, mas ainda útil para manter a Rússia afastada do Mediterrâneo.

### Nos Balcãs
Para a Roménia, que tinha intervindo contra a Turquia na guerra de 1877-1878, finalmente ganhou a sua independência, entretanto a perda da região da Bessarábia à Rússia, foi um sério golpe para orgulho nacional, e rapidamente levou o reino à entrar na política de Berlim.
Nos Balcãs, Montenegro e Sérvia permaneceram fortes aliados da Rússia, pondo em perigo as relações entre Viena e São Petersburgo, mas em toda a região, o equilíbrio durou trinta anos, até 1908, quando, em aberta violação das decisões do Congresso de Berlim, a Áustria anunciou a anexação da Bósnia. Dando inicio à crise bósnia, que foi uma das causas da eclosão da Primeira Guerra Mundial.

## Legado

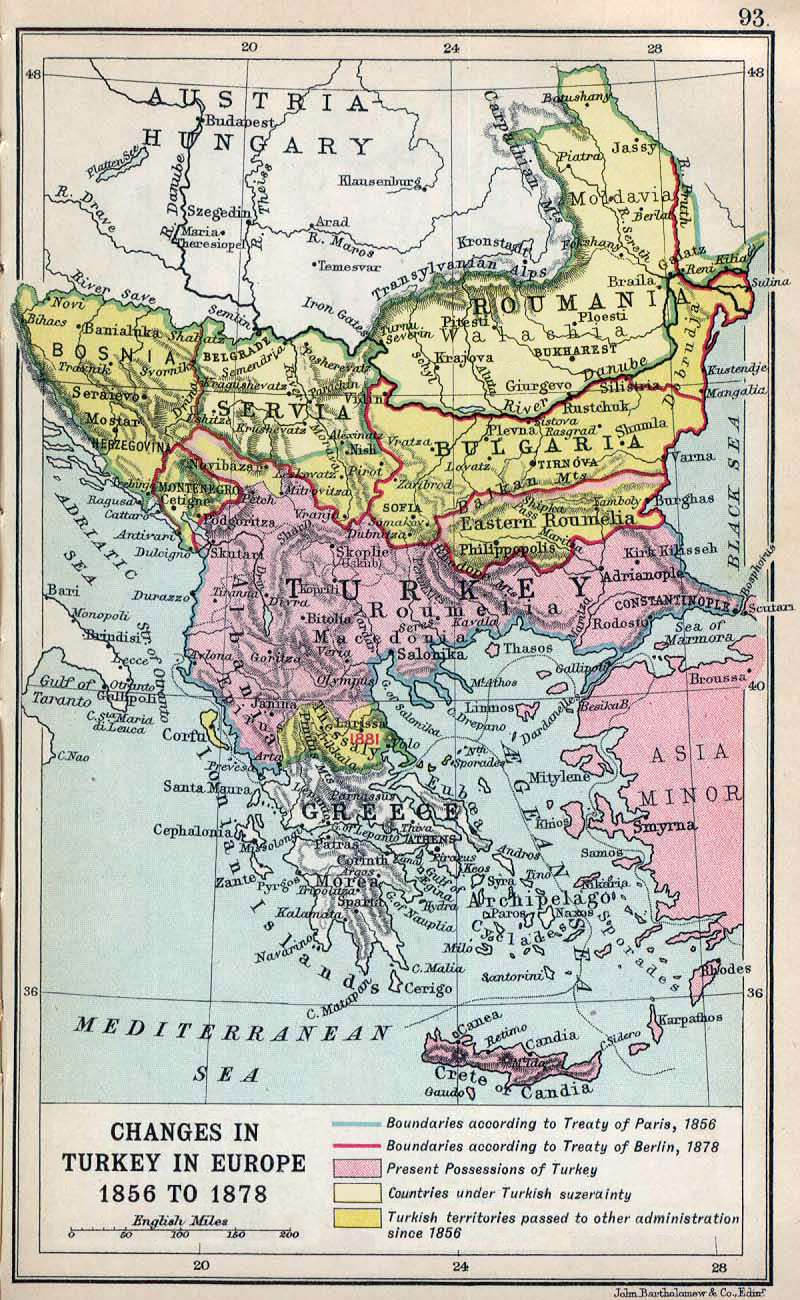
As fronteiras recém-estabelecida pelo Tratado de Berlim nos Balcãs

A Itália não ficou satisfeita com os resultados do Congresso, e a situação entre a Grécia e o Império Otomano foi deixada em aberto. A Bósnia e Herzegovina também se revelaria um problema para o Império Austro-Húngaro, em décadas posteriores. A Liga dos Três Imperadores, criada em 1873, foi destruída, a Rússia viu a falta de apoio alemão sobre a questão da plena independência Bulgária, como uma violação da lealdade e da aliança. O estabelecimento de uma fronteira entre a Grécia e o Império Otomano não foi cumprida. Em 1881, após prolongadas negociações, foi aceito um compromisso de fronteira após uma demonstração naval das Potências. Então, o Congresso plantou as sementes de novos conflitos, incluindo as Guerra dos Balcãs e a Primeira Guerra Mundial.
É interessante notar que o Marquês de Salisbury, ministro britânico dos Negócios Estrangeiros no Congresso, tinha inicialmente apoiado a posição russa e o Tratado de San Stefano. Após o retorno do Congresso, Salisbury confessou que - no apoio a Áustria-Hungria, em vez da Rússia - os britânicos tiveram que "apostaram no cavalo errado."
Segundo a A.J.P. Taylor: "Se o tratado de San Stefano tivesse sido mantido, tanto o Império Otomano como a Áustria-Hungria poderiam ter sobrevivido até os dias atuais. Os britãnicos, com exceção de Beaconsfield, em seus momentos selvagens, tinham esperado menos e foram, portanto, menos desiludidos. Salisbury escreveu no final de 1878: Iremos criar uma espécie de dominio turco raquítico novamente no sul dos Balcãs. Mas é um mero descanso. Não há nenhuma vitalidade deixada nos mesmos." 

## Resumo das Disposições
- A Arménia passou a pertencer ao Império Otomano.

- A Bósnia e Herzegovina passou a pertencer ao Império Austro-Húngaro.

- Sérvia, Montenegro e Grécia se expandiram e criou-se o Principado da Bulgária, às expensas dos otomanos.

- Chipre passou a ser dominada pelo Império Britânico.

- O tratado garantiu a França ocupar a Túnisia e a Itália a Tripolitânia (atual Líbia).